# 854 Frostia
854 Frostia eller 1916 S29 är en asteroid i huvudbältet, som upptäcktes 3 april 1916 av den sovjetiske astronomen Sergej Beljavskij vid Simeizobservatoriet på Krim. Den har fått sitt namn efter den amerikanske astronomen Edwin Frost.
Asteroiden har en diameter på ungefär 7 kilometer.